# 印度教

印度教的标志

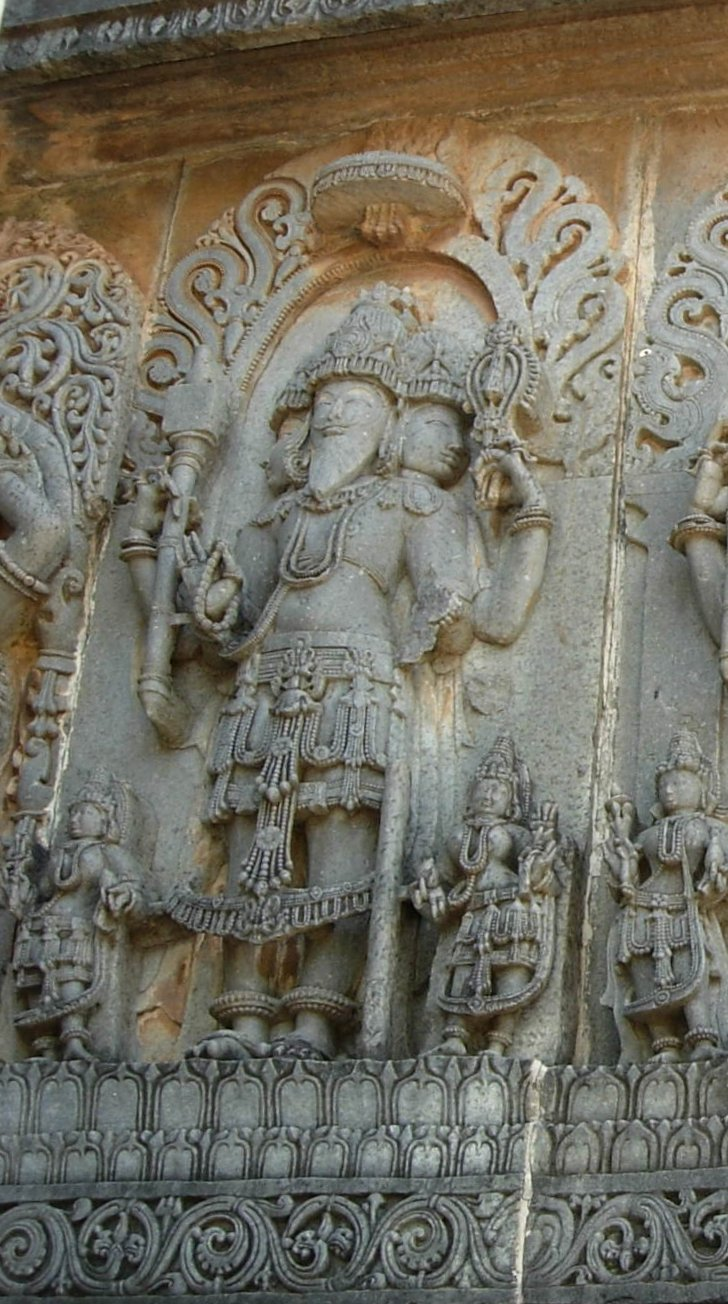
寺庙中的梵天石刻

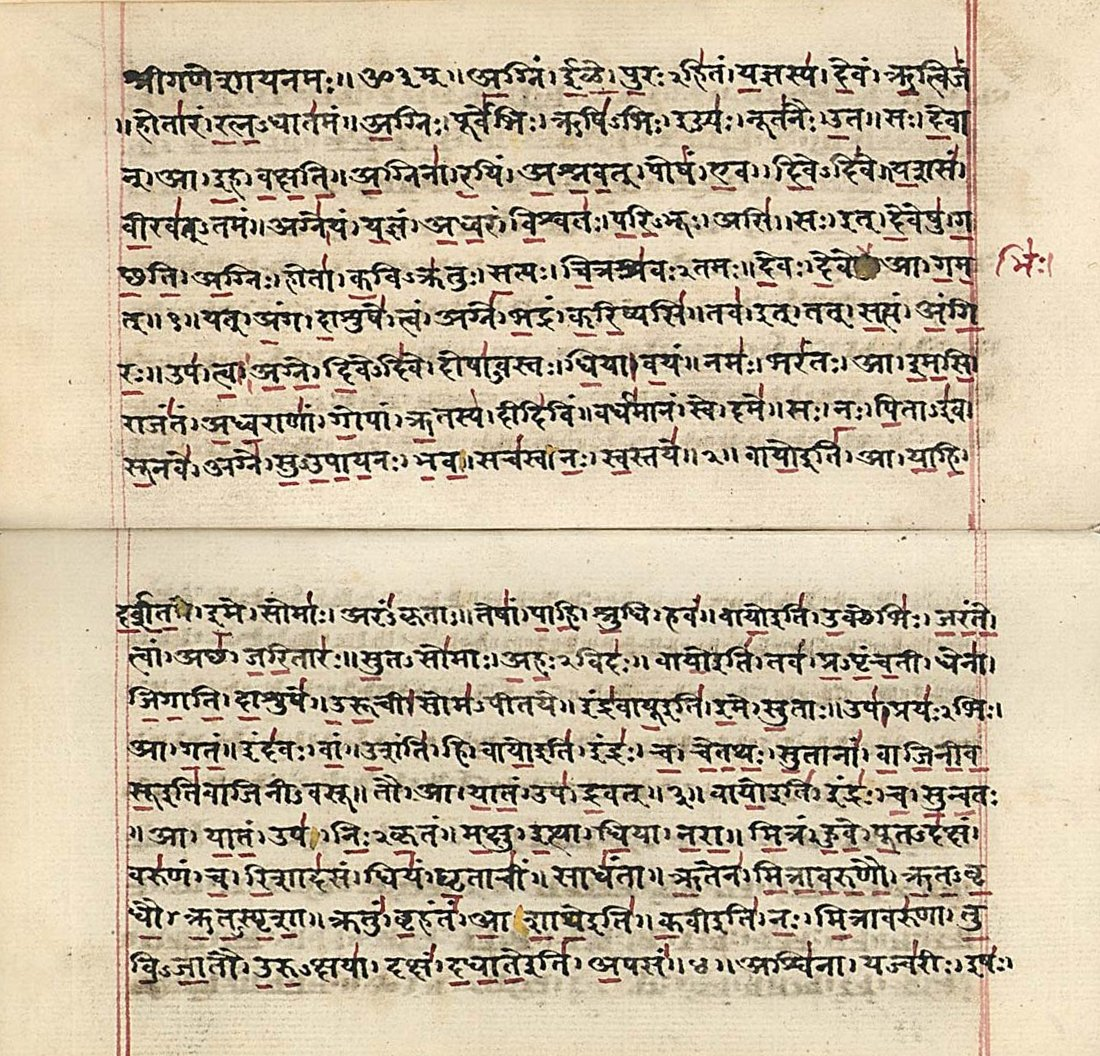
19世纪初的天城文《梨俱吠陀》手抄本

印度教，或譯興都教，梵文稱吠達教（天城體梵文： vaidikadharmaḥ）、娑那旦那教（天城體梵文： sanātanadharmaḥ ）或阿耶法（天城體梵文： āryadharmaḥ），是印度及其他南亚次大陆地区的主要宗教。它被视为對古印度六派哲學流傳到今天所產生的各種信仰體系的泛称，它们基於一種獨有的哲學觀點，涉及世界的本质、修行、悟道和解脱、輪迴、价值观等重要议题。作为世界主要宗教之一，印度教涵盖了大量不同但相关联的哲学思想和灵性傳統，是一个多元但内在统一的体系。它包括了濕婆派、毗湿奴派、性力派及其他許多的印度教教內的教派及其他宗教如沙克達教的部份教義，以及以業、法等重要概念及社会规范為基礎的法论，內容是廣泛的日常道德。印度教被视为一個囊括各種不同的思想体系的複雜宗教，而非一個剛性的單一宗教。
印度教被视为世界上“最古老的宗教”，起源于约公元前25世纪的印度河流域，成熟于吠陀时期（该时期始于约公元前16世纪，距今三千多年）。
印度教有下列稱號：
"最古老的宗教:
- - Fowler："也許是最古老的宗教（probably the oldest religion in the world）"[6]
  - Gellman & Hartman："印度教，世界上最古老的宗教（Hinduism, the world's oldest religion）"[7]
  - Stevens："印度教，世界上最古老的宗教（Hinduism, the oldest religion in the world）"[8]
- 最古老的仍然存在的宗教（英语：oldest religion）（The "oldest living religion"）[9]
- 世界上仍有人信奉的最為古老的宗教（The "oldest living major religion" in the world.）[10][11]
  - Laderman："世界上最為古老且沒有滅絕的文明及宗教（world's oldest living civilisation and religion）"[12]
  - Turner："一般也認為它是世界上最古老的主要宗教（It is also recognized as the oldest major religion in the world）"[13]

鉴于其普世的精神内核，一些人把印度教视为超越人類起源的「永恆的法」、“永恆的規律”或“永恆的道路”，超越了人類的起源。印度教思想特别是吠檀多哲学，启发了许多著名思想家，包括叔本华、尼采、爱默生、梭罗、赫胥黎、尤金·温纳等。
印度教在全球各地有超過十一亿的信奉者，當中有約94%信眾即生活於印度當地，信徒人数在全球主要宗教中仅次于基督教與伊斯兰教，位列第三。雖然印度教徒數目遠高於佛教，但是因為其具有显著的区域性和民族性，全球影响力偏弱，所以传播範圍更广泛的佛教而非印度教被列為世界三大宗教之一。印度教教內幾乎全部教派都以撰于公元前一千五百年左右的《吠陀经》为名義上的聖典和哲学指导。史诗集《摩诃婆罗多》亦是印度教主要圣典，也是著名古代文学经典，其中《薄伽梵歌》被视为吠檀多派哲学思想的纲要。除此以外，各個教派还各自有其他不同的典籍。尽管印度教崇拜很多神灵，不過印度教不完全是一个多神论宗教，準確來説，印度教是一個介于一神論宗教與多神論宗教之间的尊一神論宗教，印度教徒认为所有神灵都是一体的、统一的。

## 關於其定義的爭論
準確地定义印度教一事是十分困难的。印度教包括精神和傳統的多樣性思想，但沒有等級制，沒有不容置疑的宗教權威，沒有管理機構，沒有先知，也沒有任何具有約束力的聖典；可以被視為多神論宗教、泛神論宗教、汎神論宗教、自然泛神論宗教、單神論宗教、一神論宗教、一元論宗教、不可知論宗教、無神論宗教或人神論宗教。聖雄甘地曾説：「一個人可能不相信神靈存在，但仍然聲稱自己是印度敎徒。」溫迪·多尼格（Wendy Doniger）聲稱：「關於信仰和生活方式的全部主要問題── 素食主義、非暴力、關於輪迴的信念，乃至種姓制度── 都是辯論的主題，而不是教條。」

## 历史

### 概念
「印度敎」一词是十九世纪时期的欧洲殖民時期印度人根據波斯人對於印度人的稱呼所创造的英語新詞，現存記錄最早由拉姆·莫汉·罗伊所使用。印度人自古以来则以吠達教、娑那旦那教（意“恆法”）稱之，至今東部印度語（如孟加拉語）仍常用“娑那旦那法”一詞；注意：佛教梵文中也用“恆／散那旦那”一詞修飾法，但與印度教無關，能夠將印度教和佛敎、耆那教區分開來的梵文稱呼只有“吠達法”一詞。事实上，印度教教內的不同教派之間在教義上的差别很大甚至大于基督敎、犹太教、伊斯兰教、摩尼教之間在教義上的差別。

### 起源
印度教的起源相当复杂。印度河流域文明被认为始于公元前约3300年，現時印度教教內的一些元素在当时即已出現。公元前二十世紀至十世紀是吠陀教的主要发展时期，它是由印度大陸原居民所信奉的興都教及達羅毗荼人所信奉的達羅毗荼教與亞利安人所信奉的亞利安教等眾多宗教所融合而成的，後來演變為古婆羅門教。早期的吠陀教沒有關於輪迴的觀念。吠陀教相信經常參與祭祀儀式的人死後可以到達斯瓦爾加（Svarga）以享受福樂。相關觀點的痕跡至今仍然被保留在印度教的一些喪葬儀式中。
基本上，印度教承襲了婆羅門教的神學體系和保留了吠陀時期開展前流行於印度的德拉維達教等許多古老宗教的部份教義，並且吸收了沙門運動結束後印度新出現的宗教如佛教及耆那教等不少宗教的一些元素。

### 創立

#### 古婆羅門教的衰落
古婆羅門教由吠陀教演變而為。可以成為古婆羅門教僧伽的人一般只局限於婆羅門階層，其勢力範圍十分狹小，但由於古婆羅門教是受到精英階級所認可的宗教，因此它有着頗為強大的勢力。可是在沙門運動開展之後，教義粗淺且僵化的古婆羅門教的地位開始受到動搖。在佛教興起之後，古婆羅門教開始有不少信奉者皈依佛教。
公元二世紀至公元四世紀，由於馬其頓帝國侵略位於印度的多個國家、佛教開始盛行和斯基泰人入侵印度等等，因此古婆羅門教面臨嚴重的威脅。然而，自公元二世紀起，透過吸收其他許多宗教的教義，古婆羅門教開始演變為婆羅門教，並且成功克服了不少困難。

#### 婆羅門教的興起
婆羅門教在印度出現已久後，於公元三世紀初開始有了婆羅門教興起的趨勢。公元320年與公元650年之間的這段時期被稱為印度之黃金時期，婆羅門教及佛教在此期間一同變得興盛。

#### 成型和初步成熟
於公元八世紀，阿迪·商羯罗吸收了佛教及耆那教的部份教义和去掉了婆罗门教的一些糟粕，並且整合了婆羅門那派及前彌曼差派的學説及流行於印度各地的民間宗教教義，使得印度教所認可的哲学理論体系变得完整和自洽。后世的印度教演变的方向基本上是基于商羯罗所确立的纲要的，尤其是其著作《示教千例》（Upadeshasahasri）。

### 興起
阿迪·商羯罗建構了類似於印傳佛教所實行的僧團制的制度，讓印度教得以快速發展。印度教不只盛行於南亞，在東南亞也有人信奉。在宋元时期，印度教还传播到了福建泉州，至今仍存供奉印度洋山神的白耇庙（据称前身是明朝时锡兰王子后裔创建的毗舍耶神庙）以及番佛寺遗址。

### 近代的改革運動
在英屬印度統治下，印度教的地位開始受到挑戰。傳教士把印度教描述為一個為魔鬼服務的嗜血宗教。天主教司鐸查爾斯·弗郎西斯·艾肯在一篇被收錄於《天主教百科全書》的文章中對印度教作出了非常負面的描述，他聲稱 印度教是婆羅門教「通俗的、扭曲的、腐敗的」一面，而且印度教「向自然崇拜者、惡魔崇拜者、動物崇拜者、樹木崇拜者、物神崇拜者伸出兄弟情誼之右手」。
在印度帝國統治時期，信奉印度教的不少神學家為了使印度教能夠延續下去，發起了不少改革運動，其中一次最著名的改革運動是梵社運動，它是由受到基督教及伊斯兰教的教義所影響的神學家拉姆·莫漢·羅伊於十九世紀初所發起的，這次改革運動試圖把印度教轉變為一神論宗教，但後來拉賈的繼任者德本德拉納特·泰戈爾公開表示自己拒絕接受《吠陀經》的權威，德本德拉納特及其追隨者脱離了印度教並創立了布拉莫教（Brahmoism），德本德拉納特撰寫了《梵天達摩》（Brahma Dharma）一書作為該宗教教義的基礎，儘管如此，不過拉賈仍被視為布拉莫教的開創者。布拉莫教所發起的阿迪達姆（Adi Dharm）運動提倡消除種姓乃至所有人之間的差別，該運動影響力甚大，目前有大約八百萬參與者。諷刺的是，作為其源頭的梵社運動卻已經式微。據統計，梵社運動相關組織的訂閲者只有二萬人，而在二零零一年印度人口普查中，僅有一百七十七人聲稱自己是布拉模（Brahmo, 指布拉莫宗敎的信奉者）。
雅利安社運動起源於梵社運動，同樣致力於把印度教轉變為一神論宗教。雅利安社運動主張採納《吠陀經》絕無謬誤一説和對其他典籍（例如只把《羅摩衍那》及《摩訶婆羅多》視為史詩而非聖典）及偶像崇拜的棄絶作為教義的一部份，並且把傳法這一概念引入印度教教內。由於伊斯蘭教的傳教活動促使印度教的許多信奉者改信伊斯蘭教，因此雅利安社運動的許多參與者致力於阻延這一趨勢。在1938年至1939年期間，雅利安社運動相關組織曾經與作為擁護印度教民族主義的印度教政黨 全印印都大集會黨（Akhil Bharat Hindu Mahasabha） 結盟並以非暴力方式對抗尼札姆𡈼朝，與雅利安社運動有關的寺廟因而被尼札姆𡈼朝派人褻瀆，雅利安社運動相關組織對此的回應則是抨擊伊斯蘭教和批評信奉伊斯蘭教的統治者。雖然雅利安社運動的參與者視自己為印度教信奉者，但是在1939年，負責管理巴達里納特寺的尚卡拉查亞（Shankaracharya）在寫給領導安立甘教的坎特伯雷大主教的一封信中表示他認為雅利安社運動的參與者不是印度教信奉者，並且抨擊了他們為使基督敎信奉者及伊斯蘭教信奉者改變其宗教信仰一事而作出的努力，這位尚卡拉查亞所發表的言論在某程度上反映了印度教教內的主流教派對於雅利安社運動的看法。

### 當代发展
自二十世紀七十年代起，印度教的一些思想開始流行於西方世界，當時有更正教信奉者聲稱印度教是崇拜很多神佛菩薩的、喜歡使用邪術和交鬼等等的宗教。
國際克里希那意識協會是一個十分具影響力的印度教組織，它的成員遍佈亞洲、歐洲及北美洲。國際克里希那意識協會於二十世紀六十年代的迅速發展得益於當時在西方世界出現的反主流文化的興起，但自八十年代起，國際克里希那意識協會便開始喪失動力，其成員數量急劇下降，自二零零零年起，國際克里希那意識協會開始依靠移居到西方國家的印度人來試圖恢復自身在當地的影響力。
在印度当代最有影响的印度教组织是国民志愿服务团及世界印度教大同会。国民志愿服务团由K·B·海德格瓦于1925年成立，它以罗摩神为其崇拜对象，並且支持印度教社會化活動。世界印度教大同会是一个机构庞大的印度教组织，是印度教各派别的联合体，由国民志愿服务团领袖高瓦克创立于1964年。该组织经過三十多年的发展，已經成为机构庞杂的宗教联合组织，有一百多个派别和五十一个指导委员会，与三十多个国家的印度教社群都有联系。

### 近況
新印度教是源自印度教的一個宗教，它的出現是對於印度教教義的簡單解讀所造成的後果，新印度教認為所有宗教都追求相同的終極境界，而且它們全都分享相同的核心價值觀，新印度教認為神等於梵，它是非人格化的，而且人就是神或梵，然而，印度教的不少信奉者反對新印度教，他們認為新印度教建基於西方宗教教義，而且以庸俗的方式解釋印度教教義，由於新印度教的傳播對西方人以至印度人產生了頗大的影響，造成許多誤會，因此這些人認為印度教信奉者應該致力向外界解釋印度教教義事實上是怎樣的。

## 教義
印度教是一个包罗万象的综合体，既是一种宗教，也是一种信仰和生活方式。印度教教內的教派極其眾多，在很多方面上各有不同的見解。一般而言，大部份印度宗教（Indic Religions）相信眾生的神我是肉軀的主導力量，它們認為它在死後會離開遺體並轉投胎轉世，印度教在此基礎上宣扬業力論及轮迴論。

### 祭祀儀式及種姓制度
印度教的前身婆羅門教有燃火祀天的儀式，火被視為上蒼之口，把供物放入火中燃燒的話，神靈便能吃到供品，就會降福給凡人。雖然婆羅門教的前身古婆羅門教有關於輪迴的觀念，但是其部份典籍聲稱倘若破壞種姓制度的原則，則會落得永世不得超生的結局，因此上至婆羅門，下至賤民，均不敢廢除該教義，縱使現今印度共和國在法律上已不承認種姓制度的合法性。
為了維護婆羅門階層的利益，古婆羅門教把世仙在教義中的地位提升到一個誇張的地步，以至於在神話中，連三相神也要忌祂們三分。然而，隨着時勢改變，這些神話故事大多不再受到重視，種姓制度及祭祀儀式在現今的印度教教義中的重要性亦有所下降。

### 輪迴論及業力論
在幾乎全部達摩宗教（Dharmic Religions）看来，生命不是以生为始，以死告终，而是无穷无尽一系列生命之中的一个环节。永存不朽的命梵我（jivatman）在其中不斷輪迴。

#### 吠陀教的觀點
吠陀教聖典《吠陀經》提及了業力這個詞語。一些梵書宣稱眾生是由其欲望所構成的，他們因其欲望而往返不同的境界，這種力量被稱為業力。
值得注意的是 吠陀教在早期沒有關於輪迴的觀念，其相信經常參與祭祀儀式的人死後便會到達充滿快樂的斯瓦爾加（Svarga）定居，直到後來婆羅門教才逐漸發展出輪迴論。儘管輪迴論已經成為現今印度教所認可的神學理論，不過吠陀教的這一觀點仍然在印度教教義中留下痕跡，例如印度教相信必須為逝者（如果是其他人的祖先，其魂神會被稱為皮特爾(Pitr)）妥善地舉行喪禮以讓其得以進入皮特爾洛卡（Pitrloka），否則他們將會變成普雷塔並在人間流浪。

#### 古婆羅門教的觀點
古婆羅門教宣稱每一輩子的福禍都源於在上一輩子這一生靈所作的行为，善行能使人在下一輩子成為婆羅門，恶行则能令人在下一輩子成为首陀羅、賤民乃至畜牲。

#### 婆羅門教的觀點
以《韋陀經》為聖典的婆羅門教不接受《圍陀經》及梵書等許多典籍所記載的關於仙神及升天等等的觀點，其認為眾生所經歷的一切好事及壞事都源於自己過去所造的宿業，也認為眾生有常住不變的神我，並且主張透過流浪、獨居和修習苦行來消除宿業，也主張透過遠離男女、守持梵行、持守戒律和冥想來進入禪定狀態，亦主張透過觀想神我來與宇㣙（其稱之爲大梵）合而為一。

#### 印度教的觀點
印度教在這方面上的觀點稍有不同，其聲稱業力不是唯一的決定因素，自由意志、性格、環境及神靈的旨意等等也是重要的因素，《馬爾坎德亞往世書》（Markandeya Purana）提到沙奈什查拉（Sanaiscara）是負責掌管業力相關事宜的提婆，而吠壇多派相信薄伽梵伊什瓦拉（Ishvara）按照羯麽法則分配相應的業果，眾生因自己的行為而接受由薄伽梵所給予的賞罰，這與耆那教所認可的關於業力是唯一且絕對的決定因素一事的業力决定論的觀點形成鮮明對比。
印度教相信上一輩子所產生的業因確實能使眾生在這一輩子承受相應的業果，而這一輩子的行為同樣也會通過業力在同一輩子及下一輩子發揮作用，即使一個生靈的肉軀已經被毀壞，但由於其命我（Jiva, 由冥性與神我結合而成的產物）永遠存在，因此業力仍然會伴隨着這個生靈，如果一個生靈行善積福，死後便有可能到達由世主因陀羅所統掌的斯瓦爾加（Svarga）以享受福樂，直到善業被耗盡才會轉生為其他生靈，但如果他們作惡多端，則可能會在死後墮入那落迦受盡折磨，直到惡業被耗盡才得以轉生為其他生靈，因此印度教認為在生活中遵從恆法是十分重要的。
雖然印度教教內絶大多數教派都相信被困在那落迦的生靈不會永遠留在那裡，終有一天他們能夠離開此地轉世，這種觀點與主流基督敎及伊斯蘭教所認可的永刑論十分不同，但是也有絶少小數教派認為除了提婆等部份生靈之外，一些生靈也會因各種原因而永遠停留在某些道趣，例如塔特瓦瓦達派（Tattvavada）認為一類被稱為塔莫瑜伽（Tamo-yogyas）的生靈是本性殘惡的，他們仇視和毀謗上師、《吠陀經》及蘇拉（意思是 神靈 ），因此他們被判處在安達彌斯羅（Andhatamisra）永遠受苦的刑罰。根據他們所提出的説法，安達彌斯羅在每一大劫結束時仍能繼續存在。一些塔特瓦瓦達派人士認為這符合蘇拉仁善的本性，原因是這種刑罰對塔莫瑜伽來説是合適的，他們將這些生靈比喻為印楝樹（Neem Tree），吸收帶苦味的礦物質會使這種樹生長得更好。
儘管印度教認為脱離輪迴是很困難的，就算是居住在斯瓦爾加（印度教神話中類似於天庭的地方）的生靈也會有壽盡轉生的一天，不過印度教的很多信奉者相信只要完全虔誠地崇拜蘇拉，死後便有可能會到達其居所（如 外琨塔(Vaikuntha) ）並獲享永生。
印度教教內的大多數教派認為眾生必须透過學習、修練、行善和敬愛神靈等等才能明白何謂終極現實 梵 ，使梵我与上梵結合，進入至高梵的狀態，藉此從無盡的輪迴中解脱。“梵我合一”是印度教教內的吠壇多派等眾多教派所認可的很多哲学理论的核心概念，更是印度教成千上萬的信奉者所追求達到的終極目标。

### 關於梵及器世間的觀念
印度教教內的絶大多數教派認為梵是萬物的本源，而大多數教派相信作為梵的具像化形式的創世主運用其獨有的能量 沙克蒂（Shakti） 使原初的宇㣙得以形成，創物主則把混沌的自質（Pradhana）轉變為原質並以此造創萬物。
印度教認為器世間的存在時間是有限的，每當一個器世間被毀滅時，便會有另一個器世間被造創出來以取替它。印度教認為一個器世間可被分為很多洛卡（loka），每一個洛卡都有不同種類的生靈居住，包括妖怪及提婆。印度教認為在同一時間 有無數個器世間存在。印度教教內的性力派宣稱每一個器世間都居住着各自的三相神及世主。

### 對神靈的崇拜
儘管印度教崇信眾多神靈，不過很多信奉者只集中崇拜一位神靈。舉例來説，塔特瓦瓦達派極其強調對於毘濕奴神的信仰，該教派聲稱毘濕奴神是創世主，祂不是一位提婆，而是唯一一位蘇拉（Sura），祂是至高無上的、充滿威能的、永遠存活的神靈，而且是萬物的主宰者，所謂的提婆事實上曾經都是凡人，只是因其善行而在死後得以進入天庭，故此塔特瓦瓦達派強烈反對對提婆的崇拜，宣稱只有毘濕奴神才值得被崇拜。塔特瓦瓦達派宣稱眾生只能通過毘濕奴神的兒子穆克亞普拉那（Mukhyaprana）才能得到救恩。在該教派的創立者瑪德瓦查里亞（Madhvāchārya）的一些作品中，他宣稱自己是穆克亞普拉那的化身。

### 傳承
一些教派如 塔特瓦瓦達派 強調梵天桑普拉達亞（Brahma Sampradaya）的重要性，相傳這一教統是由梵天神所傳承下來的，這些教派認為它是源自於梵天神的吠達知識，並且被一些上師保留在他們的作品中。這個概念類似於孔教教義中的道統這一概念。

### 預定論及恩典論
一些教派如 塔特瓦瓦達派 認可輪迴論、恩典論和預定論，它聲稱眾生擁有自由意志，但其行為受到自己的性格及上一輩子所產生的業力所影響，而眾生的性格如何是由毘濕奴神所預先決定的，即便如此，眾生的命我中仍然有着一些來自於毘濕奴神的美善特質，眾生必須通過對於毘濕奴神完全的忠誠和奉崇來獲得恩典。

#### 關於塔特瓦瓦達派受到其他宗教教義影響一説的爭議
由於塔特瓦瓦達派的思想與基督敎教義十分相似，因此一些宗教學家認為塔特瓦瓦達派的思想受到基督敎教義所影響，但目前學術界已經否定了這一説法的正確性，亦有説法聲稱塔特瓦瓦達派的思想受到伊斯蘭教教義所影響，但宗教學家赫爾穆特·馮·格拉森納普（Helmuth von Glasenapp）認為一神論思想也能夠在印度知識界中被發現，而且沒有證據表明瑪德瓦查里亞所持有關於來世的觀點受到伊斯蘭教或基督敎的影響。雖然瑪德瓦查里亞的神學思想對印度教造成了一些影響，但是並不廣泛。

### 永生論
一些教派如 高迪亞外士那派（Gaudiya Vaishnavism） 相信通過虔誠的奉愛，眾生能夠妥善地發展自己的靈性，從而獲得進入奎思那洛卡（Kṛṣṇaloka）的資格並在那𥚃與克里希那神永遠居住在一起。

### 典籍
印度教教內的大多數教派以《薄伽梵歌》為聖典。梵書是關於《吠陀經》所提及的祭祀儀式的資訊性書籍。奧義書是專注於探討悊學問題（如關於梵我的問題）的神袐主義書籍。往世書是百科全書式的書籍，它們數量繁多，所涉及的主題極為廣泛，它們並不享有與《吠陀經》同等的地位，更像是對《吠陀經》及其他典籍的一種詮釋，但它們仍然受到印度教很多信奉者所重視。

### 皈依及離教
傳統的印度教具有強烈的封閉色彩：不鼓勵印度人移民海外，也不鼓勵外國人入籍印度（但印度境內亦有歷史悠久的猶太人、帕西人等移民群體）；印度人生來即被視為印度敎徒，外國人則不被視為印度敎徒；沒有後天皈依印度教的相關觀念，也沒有叛教的相關觀念（縱使一位印度人宣稱亦然，僅視之為挑釁行為。破壞種姓規矩及殺牛等行為亦同，但可能會招來包括謀殺的私刑制裁）。種姓制度雖不適用於伊斯蘭敎徒和外國人，但除非對方表現得不友善，否則原則上將其當作剎帝利對待。
儘管如此，不過自近來以來，印度教逐漸擁有了傳法的相關觀念，如今印度教也在其他不少國家落地生根。

## 教派
印度教教內的教派極其繁多，其在教義、典籍、儀式、天地觀及崇信對象等方面上各有不同的見解。
以下是列明了一些主要教派的名稱的列表：
- 师摩多派（英语：Smarta Tradition）（Smārtism）
- 毗濕奴派（Vaishnavism）
- 湿婆派（Shaivism）
- 性力派（Shaktism）

## 伦理观和社会观

### 種姓制度
傳統上認為印度教包涵種姓制度，但近代有些研究認為種姓制度並非源自印度教而是印度社會，因為印度教的教條中並沒有種姓制度，而且印度的許多其他宗教也曾經或仍然有種姓制度。無論如何，印度教信徒間目前分為四個種姓：婆羅門、剎帝利、吠舍和首陀羅，婆羅門的地位最高，其餘種姓的社會地位依次降低。各種姓都有自己的道德法規和風俗習慣，一般不能互相通婚。除了這四個種姓以外，還有一種被排除在種姓之外的人——賤民，即所謂「不可接觸者」，聖雄甘地將賤民稱為「哈里真」（意為神之子），印度獨立後統稱「達利特」（意為受壓迫的人），為種姓制度下最底层的群体。在當今的印度，達利特階層的人口高達2.3億人。
雖然法律上已废除了严格的社会等级制度，但是对特定社会阶层的从属关係在印度教的组成中依然有着深远的社会影响。等级制度的原则是，所有生物从出生之日起，根据任务，权力，责任和能力，严格地相互区分。
等级又可以分成很多次等级（Jatis），因此一共有2000到3000个等级。尽管等级制度起源于印度教，但是其他宗教也接受并采纳了等级划分，甚至印度基督宗教中等级也很明显，如今印度許多的教會教堂中，低等级的成员必须坐在后排。
印度教中的低等级贱民在社会上受到压迫，而印度法律无能为力，只能改宗包括佛教、基督宗教和伊斯兰教在内的其他宗教。

### 母性
印度教中妇女们其中一个重要的任务就是弘扬母性。怀孕的每一个阶段直至孩子的出生都将有神职人员伴随和保护，保证孩子和母亲的身心健康。过去妇女们要尽可能多的孕育孩子，以保证整个家族的安全和生存。尽管印度教徒并不会普遍地漠视女孩，但是时至今日，部分家庭中女孩子还是被看作包袱，因为结婚的时候，她们要带着嫁妆离开。如果家庭中有很多女孩子，那么大量的嫁妆将使家庭经济陷入困境。这些问题也同时导致了很高的堕胎率。
很多现代的特别是城市中的印度教徒逐渐地愿意抚养女儿，因为女儿能在父母年老时照顾他们。

### 家庭
一个典型的家庭由四个生活阶段组成。它规定，接受教育之后组建一个家庭，然后在孩子们都成长之后，出世而虔诚的学习，拯救自身。

### 牛
印度教教徒將牛（家牛、瘤牛，不包括水牛等其他牛類）視為看护者和母亲以及无私奉献的象征。印度教教徒也不會吃牛肉，但可吃水牛肉，因此印度、尼泊爾菜市场是有水牛肉發售。

## 人口統計

世界各國印度教人口的比例

印度教的信仰人口眾多，截至2024年全球有約11.6億信徒，人數只低於基督教與伊斯蘭教位列当世第三。在發源地印度該教是最主流的宗教，14億印度總人口中有79.8%的信眾（約11.2億人），而全球的印度教徒中有94%即生活在印度。其他印度教信徒人口較多的國家有尼泊爾（2300萬人）、孟加拉（1500萬人）以及印尼的巴厘岛（330萬人）。
以下是印度教徒比例較多的國家列表：
1. 尼泊尔 81.2%[91]
2. 印度 79.8%[90]
3. 模里西斯 48.5%[92]
4. 28%[web 2]
5. 斐济 27.9%[web 3]
6. 不丹 25%[web 4]
7. 千里達及托巴哥 22.5%
8. 苏里南 20%[web 5]
9. 斯里蘭卡 12.6%[web 6]
10. 9.6%[web 7]
11. 7.2%
12. 留尼汪 6.7%
13. 马来西亚 6.3%[web 8]
14. 巴林 6.25%
15. 科威特 6%
16. 新加坡 5.1%[web 9]
17. 阿联酋 5%
18. 阿曼 3%
19. 2.3%
20. 塞舌尔 2.1%[web 10]

在2010年時，根據《2010年全球宗教景观——世界主要宗教的规模与部分》報告，印度教是世界信徒第三多的宗教，僅次於基督宗教及伊斯蘭教。

## 註解
1. ↑  印度教有定義為「宗教」、「一套宗教信仰及實踐」、「宗教傳統」等，在Gavin Flood的Establishing the boundaries 2008 (2003), pp. 1-17有進一步的說明.[3]
2. ↑  值得注意的是 佛敎所認可的轮迴論与其他部份宗教所認可的轮迴論有不同的地方。佛敎因認可無我論而否定神我的存在性。在佛敎教義中，輪迴的主體是䰟神（佛敎一般稱其為識），它不是常住不變的，事實上，佛敎不認為萬物有所謂的同一性，因此一個普羅（作為眾生之一的個體）不論在這一輩子還是在下一輩子，都是處於不斷改變的狀態中的，只是因相續性而使得普羅看似是始終不變的，這與認為 神我是始終如一的 的神我論十分不同。
3. ↑  這種觀點被認為在某程度上比耆那教的觀點更具合理性，原因是它能夠解釋業報的輕重及對環境的影響等等是如何被決定的，但這種觀點引發了一些爭議，即如果羯麽法則是絕對的，那麼薄伽梵所作出的干預（例如赦免罪過和賜予恩典）便會被認為是違反羯麽法則的行為，故此是不適當的。對此質疑，一些可能的替代性解答方案已被提出，其中一個解答方案是這位薄伽梵確實如同佛敎神話中的閻羅王那樣完㒰公正無私，不會作出任何干預，從而避免關於神義論的爭論發生，但這一個解答方案所面對的難題在於閻羅王只是身處於輪迴中的生靈之一，因此祂不需要為羯麽法則的出現負上責任，但薄伽梵是負責制定羯麽法則的生靈，那麼使世上的一切罪惡和苦難出現的責任仍須由薄伽梵來承擔；另一個解答方案是業力不是實有的，眾生因無明而以為它絕對存在，但在根本層面上，羯麽法則是不存在的，這種觀點的正確性受到佛敎的一些信奉者所認同。
4. ↑  根據不同的教派思想和典籍，創物主及創世主的身份各有不同。在吠陀教發展早期，吠陀教聖典《吠陀經》記載始源神阿特曼（Ātman）造生了始元神布盧沙（Puruṣa），接着前者把後者肢解並獻祭，使天地得以形成，吠陀教在中期把毗守羯磨視為始原神，在後期聲稱生主為始初神，繼後的婆羅門教則聲稱梵天為創物主，可是在印度教興起後，梵天在神話中的地位不斷下降，很多主要教派均視之為次要創物主，並且認為其力量來自地位更高的首要創物主婆羅含摩。關於誰是地位最高的創世主這一問題，不同的教派都有不同的意見，被這些教派各自視為創世主的神靈包括毗濕奴、濕婆、克里希那、提毘、遊樂母及伊什瓦拉（Ishvara）。

### 引用
1. ↑  “散那旦那”（सनातन）並非印度敎專有名詞，其他宗敎比如佛敎《法句經》就有“eṣa dharmaḥ sanātanaḥ （页面存档备份，存于）”（此恆常法）的用法。
2. ↑  “阿唎耶”（आर्य）並非印度敎專有概念，其他宗敎與世俗團體均使用該詞。
3. ↑  Flood 2008，第1-17頁.
4. ↑  Nath 2001，第31頁.
5. ↑  Georgis, Faris. . Dorrance Publishing. 2010: 62  [2014-07-16]. ISBN 1-4349-0951-4. （原始内容存档于2020-07-26）.
6. ↑  Fowler 1997，第1頁.
7. ↑  Gellman 2011.
8. ↑  Stevens 2001，第191頁.
9. ↑  Sarma 1953.
10. ↑  Merriam-Webster 2000，第751頁.
11. ↑  Klostermaier 2007，第1頁.
12. ↑  Laderman 2003，第119頁.
13. ↑  Turner & 1996-B，第359頁.
14. ↑  The Concise Oxford Dictionary of World Religions. Ed. John Bowker. Oxford University Press, 2000;
15. ↑  Harvey, Andrew, , Boulder: Shambhala, xiii, 2001, ISBN 1-57062-449-6
16. ↑  Knott 1998，第5頁.
17. 1 2  Evans, Jonathan. . 皮尤研究中心. 2022-10-26  [2023-09-25]. （原始内容存档于2023-10-05）.
18. ↑   (PDF).   [2014]. （原始内容 (PDF)存档于2014-08-26）.
19. ↑  . 2012  [2014-09-02]. （原始内容存档于2018-12-26）.
20. ↑  Why does Hinduism have so many gods? （页面存档备份，存于） （英文）
21. ↑  Lipner 2009，第8頁 Quote: "[...] one need not be religious in the minimal sense described to be accepted as a Hindu by Hindus, or describe oneself perfectly validly as Hindu. One may be polytheistic or monotheistic, monistic or pantheistic, henotheistic, panentheistic, pandeistic, even an agnostic, humanist or atheist, and still be considered a Hindu."
22. ↑  Kurtz, Lester (编). . Academic Press. 2008. ISBN 978-0-12-369503-1.
23. ↑  MK Gandhi, The Essence of Hinduism 的存檔，存档日期24 July 2015., Editor: VB Kher, Navajivan Publishing, see page 3
24. ↑  Doniger 2014，第3頁.
25. ↑  . Tmps.hc.edu.tw.   [2014-07-16]. （原始内容存档于2014-07-20）.
26. ↑  梵山益生. . 新浪博客. 2011-09-05  [2025-03-26].
27. 1 2  Bronkhorst 2016，第9–10頁.
28. ↑  Samuel 2010.
29. ↑  Bronkhorst 2007.
30. ↑  Witzel 1995.
31. ↑  Heesterman 2005，第9552–9553頁.
32. ↑  Bronkhorst 2015，第2頁.
33. ↑  Michaels 2004，第40頁.
34. ↑  Sharma, Peri Sarveswara. . Delhi, Motilal Banarsidass. 1980: 5.
35. ↑  .   [2024-04-09]. （原始内容存档于2024-02-03）.
36. ↑  .   [2024-04-09]. （原始内容存档于2024-04-09）.
37. ↑  .   [2024-04-09]. （原始内容存档于2024-04-09）.
38. ↑  Pennington 2005，第76–77頁.
39. ↑  Aiken, Charles Francis. . New Advent. Robert Appleton Company.  [First published in 1910]  [2025-08-12].
40. ↑  J. N. Farquhar,  Modern Religious Movements of India (1915), p. 29.
41. ↑  . Brahmo.org. 2011-07-25  [2012-10-15]. （原始内容存档于2011-07-25）.
42. ↑  Statewise census computation 的存檔，存档日期3 March 2016. by the Brahmo Conference Organisation
43. ↑  Thursby, G. R. . Leiden: Brill. 1977: 3. ISBN 9789004043800.
44. ↑  Gyanendra Pandey. . Cambridge University Press. 25 March 2013: 64. ISBN 978-1-107-02900-2.
45. ↑  P. V. Kate. . Mittal Publications. 1987: 51, 64–66. ISBN 978-81-7099-017-8.
46. ↑  Lucien D. Benichou. . Orient Blackswan. 2000: 79. ISBN 978-81-250-1847-6.
47. ↑  Lucien D. Benichou. . Orient Blackswan. 2000: 79. ISBN 978-81-250-1847-6.
48. ↑  張佳音. . 佛学研究 Christian Center for Buddhism Research.   [2025-07-04] （中文）. 印度教的基本教理乃是認為人人皆是神（梵天 Brahma），每個人的內在真我，就是宇宙的大我（the universal self），即梵天本身。只因人無知（即佛教之無明 Avidya），被外在世界的幻力（maya）所困而迷失了自己；故此，人要向內尋找真我，便能与梵天合一了。而印度教認為尋回真我的最佳途徑就是瑜伽打坐。 …… 繼之而來的一個終极境界就會很快出現，那就是看見一位超越宇宙万有的一個藍色的人形靈体（the Blue Person，筆者按：請注意許多印度教的神靈都是用藍色來繪畫的），他就是稱為宇宙之大我的梵天（Brahma），若与他融合為一，便是眾所渴慕、忘我歸梵的至終境界了。 ……. 從此，我就与他數以千計的跟隨者同住（他們大多是美國人，我是罕有的中國人。他們來自各种宗教，最多的是未重生的挂名基督徒，也有不少天主教的修女。因為他們甚少自稱是印度教，他們都強調瑜伽打坐只是一种通往神的途徑，各個宗教都是歡迎的），過著佛堂式嚴謹的生活。  …… 我安祥地把雙腳盤起，打著一個舒适的蓮花坐，眼看著這班神學院牧師、講師及學生傳道們向我投以惊訝的目光，听著他們向我發出逼切焦急的嘆息，于是，我忍不住悠然開口告訴他們印度教深奧的哲理、打坐里神秘的經驗及我時刻入定，与諸神眾佛溝通的境界，處處都胜過基督教單憑相信一本人手所寫的圣經。可惜他們表現得執迷不悟，還不斷地勸導我赶快皈服基督，免受魔鬼迷惑等等。
49. ↑  Burke Rochford, Edmund Jr. . Dwyer, Graham; Cole, Richard  (编). . Arktos. 2013: 23.
50. ↑  . www.zgbk.com.   [2023-07-09]. （原始内容存档于2023-07-09）.
51. ↑  . www.britannica.com. 2023-06-19  [2023-07-09]. （原始内容存档于2022-02-07） （英语）.
52. ↑  joye. . 2014-06-23  [2014-07-19]. （原始内容存档于2014-07-26）.
53. ↑  IS. . BHARATA BHARATI. 2012-02-15  [2024-09-16]. （原始内容存档于2013-06-26） （英国英语）.
54. ↑  Flood, Gavin D. . Cambridge University Press. 1996-07-13  [2023-11-13]. ISBN 978-0-521-43878-0. （原始内容存档于2023-12-23） （英语）.
55. ↑  . Dfg.cn.   [2014-07-19]. （原始内容存档于2020-10-01）.
56. ↑  Radhakrishnan, S. History of Philosophy - Eastern and Western. P. 50
57. ↑  隨佛長老. . 原始佛教會.   [2025-03-26] （中文）. 婆羅門教為一神信仰，主張一切為梵神的生化，唯有神才能救贖，但救贖的對象只限於雅利安血統，並不包括印度本地土著，是一種狹隘的種族宗教。奧義書思潮下的苦行沙門，並不相信吠陀、梵書中記載的神祗及升天信仰，而認為過去所做所為（稱為業），會決定今世的好壞，這是一種「宿業決定」，並且主張任何生命都有「永恆不變的神我」，會依「宿業」而輪迴轉世。苦行沙門的修行重於流浪、獨居，以苦行來「消除宿業」，遠離男女、守持梵行，以守戒、冥想來進入禪定，並觀想神我與宇宙（大梵）合而為一，達到「梵我一如」的永恒境界，此即苦行沙門追尋的解脫。
58. ↑  Suryavanshi, Rocky. . Medium. 2017-03-25  [2021-03-09]. （原始内容存档于2023-12-08） （英语）.
59. ↑  . Ccbs.ntu.edu.tw.   [26 January 2019]. （原始内容存档于27 October 2009）.
60. ↑  . Encyclopaedia Britannica. 2015-05-05 [1998-07-20]  [2023-11-21]. （原始内容存档于2023-11-22） （英语）.
61. ↑  Tapasyananda, Swami.  Bhakti Schools of Vedanta, p. 177.
62. ↑  Helmuth von Glasenapp: Der Hinduismus. Religion und Gesellschaft im heutigen Indien, Hildesheim 1978, p. 248.
63. 1 2  Sri Vadiraja: Bhugola Varnanam, commented and transl. by V. Badaryana Murthy, Bangalore 1988/89, pp. 60–63.
64. ↑  . Penguin UK. 2003-12-04  [2023-11-13]. ISBN 978-0-14-191337-7. （原始内容存档于2023-03-28） （英语）.
65. ↑  . Vedabase.   [2023-11-13]. （原始内容存档于2022-05-23）.
66. ↑  Sabapathy Kulandran and Hendrik Kraemer (2004), Grace in Christianity and Hinduism, James Clarke, ISBN 978-0227172360, pages 178–179
67. ↑  Michael Myers (2000), Brahman: A Comparative Theology, Routledge, ISBN 978-0700712571, pages 124-127
68. ↑  Bryant, Edwin. . Oxford University Press. 2007: 358. ISBN 978-0195148923.
69. ↑  Stoker, Valerie. . Internet Encyclopedia of Philosophy. 2011  [29 February 2016]. （原始内容存档于2016-10-12）.
70. ↑  Helmuth von Glasenapp: Madhva's Philosophie des Vishnu-Glaubens, Geistesströmungen des Ostens vol. 2, Bonn 1923, Einleitung (p. *1-2).
71. ↑  Glasenapp: Madhva's Philosophie des Vishnu-Glaubens, p. 67–68.
72. ↑  Glasenapp: Madhva's Philosophie des Vishnu-Glaubens, p. 71.
73. ↑  Jeffery D. Long. . Scarecrow Press. 9 September 2011: 187. ISBN 9780810879607. Born near Udipi in Karnataka, where he spent most of his life, Madhva is believed by his devotees to be the third incarnation or avatāra of Vāyu, the Vedic god of the wind (the first two incarnations being Hanuman and Bhīma).
74. ↑  Ravi Prakash. . K.K. Publications. 15 January 2022: 176. According to tradition, Madhvacarya is believed to be the third incarnation of Vayu (Mukhyaprana), after Hanuman and Bhima.
75. ↑  R. K. Madhukar. . Motilal Banarsidass. 1 January 2014: 90. ISBN 978-8178-22467-1. Vayu is accorded the status of a deva, an important God in the ancient literature. Lord Hanuman, who is considered to be one of the avatars of Vayudeva, is described as Mukhyaprana.
76. ↑  Sarma 2000，第20 with footnotes 3 and 4頁.
77. 1 2 3  Sabapathy Kulandran and Hendrik Kraemer (2004), Grace in Christianity and Hinduism, James Clarke, ISBN 978-0227172360, pages 177–179
78. ↑  Hinduism and Buddhism: An Historical Sketch - Page 239 Charles Eliot, 1998
79. ↑  Goswami, S.D., , [S.l.]: Assoc Publishing Group: 240 pages, 1976, ISBN 0912776889
80. ↑  Śarmā, Candradhara. . M. Banarsidass. 1964: 19–21 （英语）.
81. ↑  Jeffrey Armstrong (Kavindra Rishi): "Difference is Real!". The Life and Teachings of Sri Madhva, One of India's Greatest Spiritual Masters （页面存档备份，存于）, Hinduism Today, July/August/September 2008.
82. ↑  Helmuth von Glasenapp: Madhva's Philosophie des Vishnu-Glaubens, Geistesströmungen des Ostens vol. 2, Bonn 1923, Einleitung (p. 28-29).
83. ↑  Glasenapp: Madhva's Philosophie des Vishnu-Glaubens, Einleitung (p. *34).
84. ↑  . vedabase.io.   [2020-11-02]. （原始内容存档于2019-10-22）.
85. ↑  . BBC News. 2022-04-17  [2023-10-01]. （原始内容存档于2023-07-18） （英国英语）.
86. ↑  . People.com.cn.   [2014-07-16]. （原始内容存档于2021-01-19）.
87. ↑  Walker 1968，第257頁.
88. ↑  Richman 1988，第272頁.
89. ↑  .   [2024-06-02]. （原始内容存档于2024-06-02）.
90. 1 2  .   [2023-09-27]. （原始内容存档于2021-03-18）.
91. ↑  .   [2023-09-29]. （原始内容存档于2021-01-09）.
92. ↑   (PDF). Statistics Mauritius: 68.   [1 November 2012]. （原始内容 (PDF)存档于2013-10-16）.
93. ↑  .   [2014-07-19]. （原始内容存档于2015-04-30）.

引自網路來源
1. ↑  . .   [27 May 2020]. （原始内容存档于25 December 2019）. It [Vedic religion] takes its name from the collections of sacred texts known as the Vedas. Vedism is the oldest stratum of religious activity in India for which there exist written materials. It was one of the major traditions that shaped Hinduism.
2. ↑  .   [2014-07-19]. （原始内容存档于2018-01-28）.
3. ↑  .   [2014-07-19]. （原始内容存档于2015-01-02）.
4. ↑  .   [2014-07-19]. （原始内容存档于2012-01-19）.
5. ↑  .   [2014-07-19]. （原始内容存档于2012-01-19）.
6. ↑  Department of Census and Statistics,The Census of Population and Housing of Sri Lanka-2011 （页面存档备份，存于）
7. ↑   (PDF). Bangladesh Bureau of Statistics.   [2 September 2012]. （原始内容 (PDF)存档于2012-11-13）.
8. ↑  .   [2014-07-19]. （原始内容存档于2010-12-28）.
9. ↑  Singapore Department of Statistics.  (PDF). 12 January 2011  [16 January 2011]. （原始内容 (PDF)存档于2011-03-03）.
10. ↑  .   [2014-07-19]. （原始内容存档于2019-05-08）.